# Jupiter Lion
Jupiter Lion est un groupe espagnol de krautrock, originaire de Valence, dans la province de Valence.

## Histoire
Le groupe formé au début de 2011 par Vicente Sais (synthétiseur, voix et programmation), José Guerrero (basse) et Gonzo (batterie). Sur Brighter (BCore, 2014), leur deuxième album après le premier éponyme en 2012, ils ont des influences du motorik, du 4/4 extatique induisant la trance, du krautrock, le rock expérimental allemand des années 1970, vers l'espace : pas en vain du sous-genre que Can, Neu! engendré. et Kraftwerk l'appelait également kosmische musik,. De cet album en découle notamment le single Doppelganger,. Entretemps, le groupe fait une apparition au Primavera Sound Festival. En 2018, l'album We Will Lose Gracefully sort. 

## Discographie

### Albums studio
- 2012 : Jupiter Lion
- 2014 : Sur Brighter
- 2018 : We Will Lose Gracefully

### Singles
- 2014 : Doppelgänger